# Мати (фільм, 2023)
«Мати» — американський драматичний бойовик режисера Нікі Каро за сценарієм Міші Грін, Андреа Берлофф і Пітера Крейга за оповіданням Гріна. У фільмі зіграли Дженніфер Лопес, Джозеф Файнс, Омарі Хардвік і Гаель Гарсія Берналь.
Фільм вийшов на Netflix 12 травня 2023 року.

## Сюжет
Рятуючись від небезпечних нападників, колишня вбивця виходить із схованок, щоб захистити доньку, яку вона покинула на початку свого життя.

## Актори
- Дженіфер Лопес — Мати
- Люсі Паес — Зої
- Омарі Хардвік — Агент Круз
- Джозеф Файнс — Едріан Ловелл
- Гаель Гарсія Берналь — Ектор Альварез
- Пол Раці — Джонс
- Івонн Сенат Джонс — Джонс
- Джессі Гарсія — Тарантула

## Український дубляж
- Катерина Буцька — Мати
- Юлія Бондарчук — Зої
- Роман Чорний — Агент Круз
- Андрій Твердак — Едріан Ловелл
- Михайло Тишин — Ектор Альварез
- Євген Пашин — Джонс
- Наталія Романько-Кисельова — Соня

- А також: Тамара Морозова, Роман Солошенко, Едуард Кіхтенко, Павло Голов, Аліна Проценко, Вікторія Тишкевич, Майя Ведернікова, Єлизавета Мостренко, Кіра Подольська, Дмитро Войчук, Алекс Степаненко, Єсенія Селезньова

Фільм дубльовано студією «Le Doyen» на замовлення компанії «Netflix» у 2023 році.
- Режисер дубляжу — Максим Кондратюк
- Перекладач — Анна Пащенко
- Звукооператор — Альона Шиманович
- Спеціаліст зі зведення звуку — Олег Кульчицький
- Менеджер проекту — Ірина Кодьман

## Виробництво
У лютому 2021 року було оголошено, що Дженніфер Лопес приєдналася до акторського складу фільму, режисером якого став Нікі Каро, за сценарієм Міші Грін та Андреа Берлофф, а Netflix збирається розповсюджувати.

### Зйомки
Основні зйомки розпочалися 4 жовтня 2021 року. 11 січня 2022 року зйомки призупинили через спалах COVID.
Частину зйомок проводили на іспанському острові Гран-Канарія, використовуючи старе місто Лас-Пальмас-де-Гран-Канарія як місто на Кубі. Розташований там Gabinete Literario використовувався як казино.

## Маркетинг
Перший тизер-трейлер вийшов 24 вересня 2022 року.